# Phyllodytes melanomystax
Espèce
Statut de conservation UICN

 LC  : Préoccupation mineure
Phyllodytes melanomystax est une espèce d'amphibiens de la famille des Hylidae.

## Répartition
Cette espèce est endémique du Brésil. Elle se rencontre du niveau de la mer jusqu'à 800 m d'altitude dans la forêt atlantique d'Areia Branca dans l’État du Sergipe à Porto Seguro dans l’État de Bahia.

## Publication originale
- Caramaschi, Silva & Britto-Pereira, 1992 : A New Species of Phyllodytes (Anura, Hylidae) from Southern Bahia, Brazil. Copeia, vol. 1992, no 1, p. 187-191.